# Jan Baryl
Jan Baryl * (20. Dezember 1925 in Olomouc; † 21. November 1977) war ein tschechoslowakischer Politiker der Kommunistischen Partei der Tschechoslowakei KSČ (Komunistická strana Československa).

## Leben
Jan Baryl stammte aus einer Arbeiterfamilie und war nach der Berufsausbildung zum Schlosser in einer Maschinenfabrik in Zlín tätig. 1945 wurde er Mitglied der Kommunistischen Partei der Tschechoslowakei KSČ (Komunistická strana Československa) und war einige Zeit Parteifunktionär in Gottwaldov. Er absolvierte die Parteihochschule (Vysoká stranická škola při ÚV KSČ) und wurde später Mitarbeiter der ZK-Abteilung für Wirtschaft. Er wurde auf dem XIV. Parteitag der KSČ (25. bis 29. Mai 1971), dessen Antragskommission er angehört hatte, erstmals zum Mitglied des Zentralkomitees (ZK) der Kommunistischen Partei der Tschechoslowakei KSČ gewählt und gehörte diesem nach seiner Wiederwahl auf dem XV. Parteitag (12. bis 16. April 1976) bis zu seinem Tode am 21. November 1977 an. Am 27. November 1971 wurde er auch Mitglied der Föderationsversammlung beziehungsweise Bundesversammlung (Federální shromáždění) und gehörte zunächst der Nationalitätenkammer (Sněmovna národů) an, die aus jeweils 75 Vertretern aus der Tschechischen sowie der Slowakischen Teilrepublik bestand. Auf einem ZK-Plenum am 21. März 1973 wurde er Nachfolger des am 1. Februar 1973 verstorbenen Václav Svoboda als ZK-Sekretär sowie Mitglied des Sekretariats des ZK und bekleidete beide Funktionen bis zu seinem Tode am 21. November 1977.
Nachdem Václav Hůla Mitglied des Präsidiums des ZK wurde, wurde er als dessen Nachfolger auf einem ZK-Plenum am 3. Juli 1975 als dessen Nachfolger Kandidat des Präsidiums des ZK der KSČ und gehörte auch diesem Gremium bis zu seinem Tode an. Am 23. Oktober 1976 wurde er auch wieder Mitglied der Bundesversammlung und gehörte in dieser nunmehr bis zu seinem Tod der Volkskammer (Sněmovna lidu) an, der 200 auf dem gesamten Staatsgebiet der Tschechoslowakei in allgemeinen, gleichen und direkten Wahlen gewählten Abgeordnete angehörten. Nach seinem Tode übernahm Miloš Jakeš am 1. Dezember 1977 seine Funktionen als Kandidat des Präsidiums, als ZK-Sekretär sowie als Mitglied des Sekretariats des ZK.